# Zanetto Bugatto

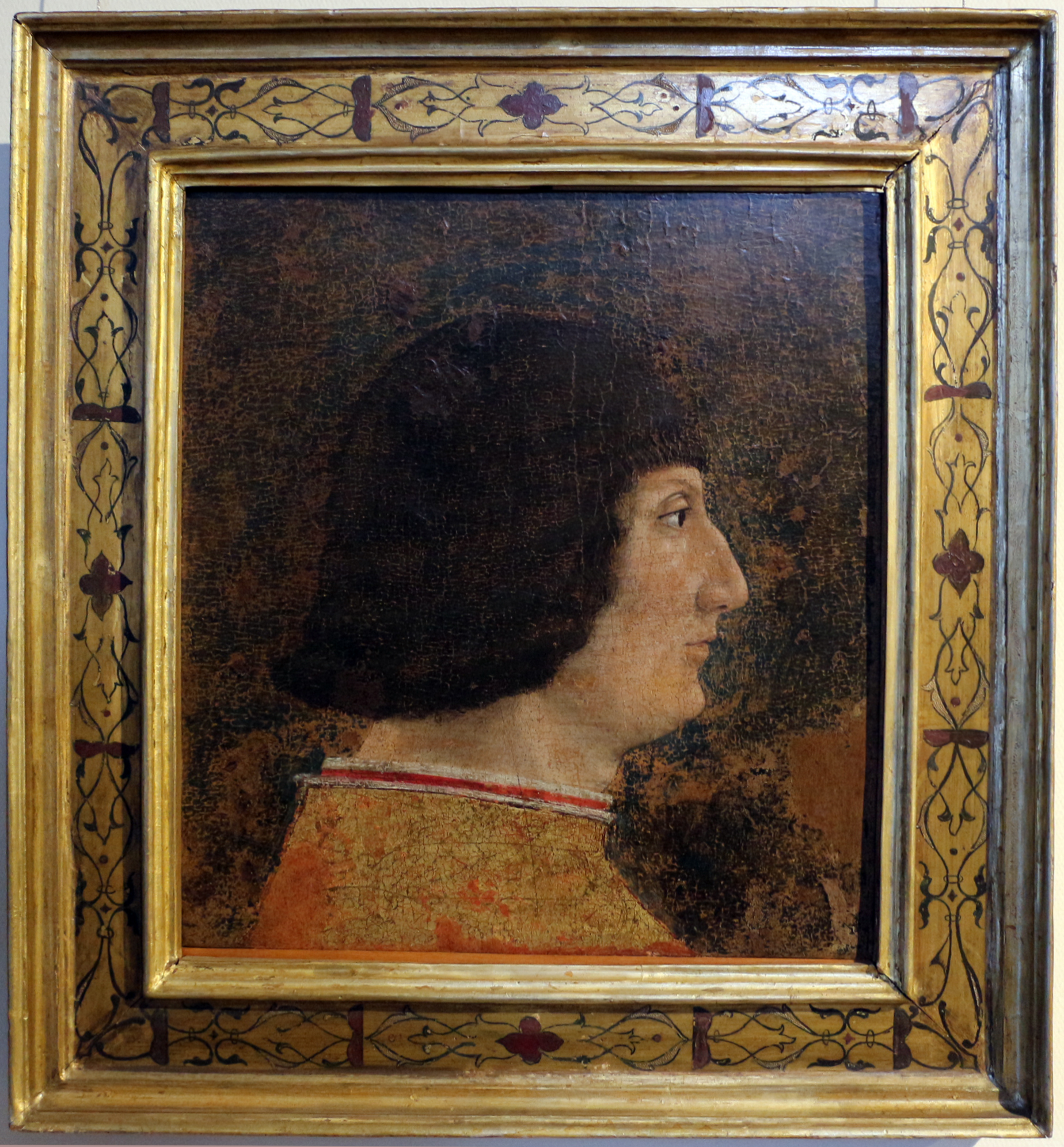
Ritratto di Galeazzo Maria Sforza (attr.), 1474-76, Pinacoteca del Castello Sforzesco

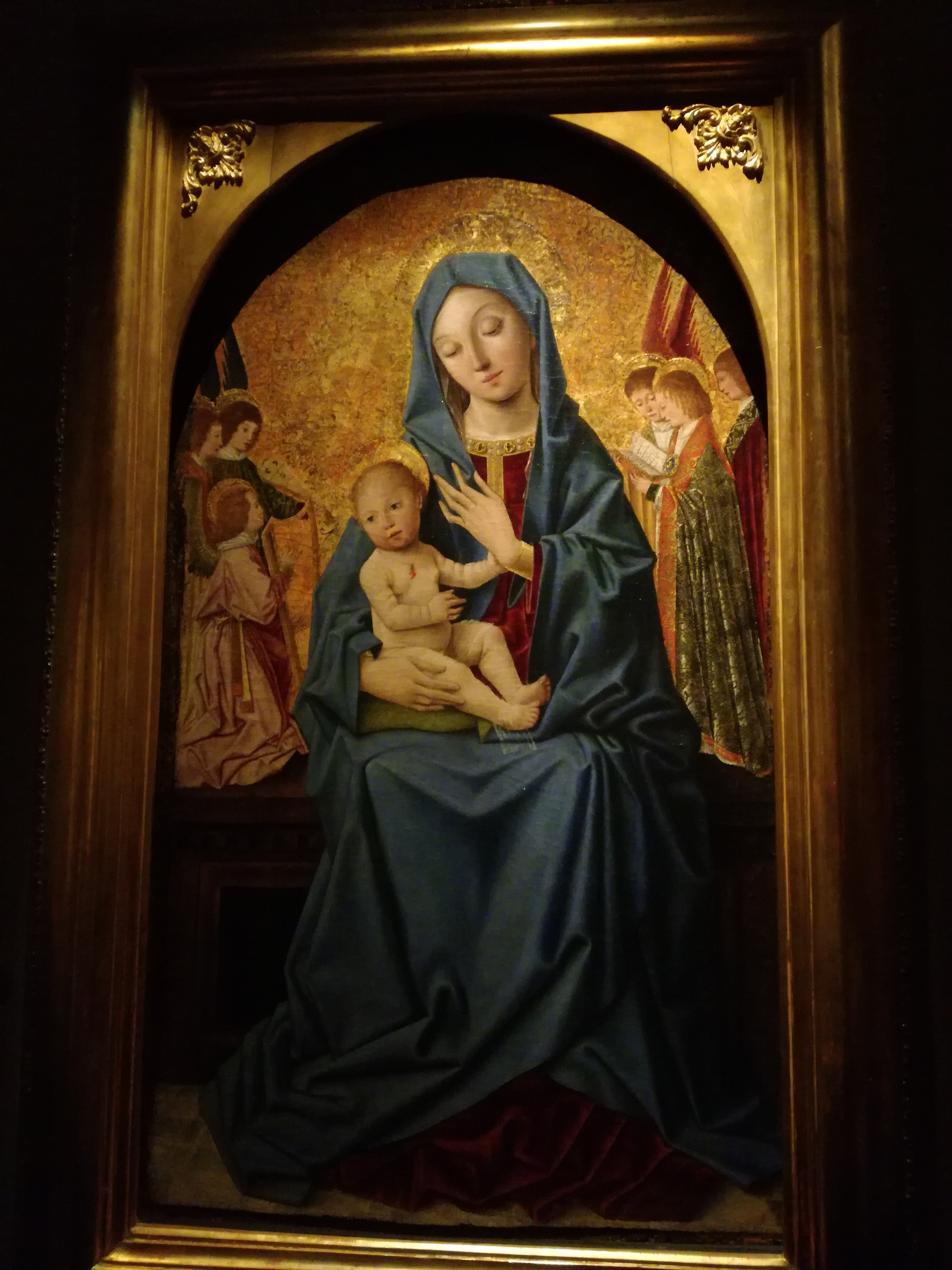
Madonna, Villa Cagnola (Gazzada)

Zanetto Bugatto (Milano, documentato dal 1458 – 1476) è stato un pittore italiano.

## Biografia
Figura di artista ancora in gran parte sfuggente, è attestato a Milano a partire dal 1458, quando appare nei registri della Fabbrica del Duomo e presso la corte di Francesco Sforza, dove è attivo anche come ritrattista: è probabilmente autore di un ritratto della figlia del Duca Ippolita Sforza, di cui si fa menzione in una lettera del 1460 di Francesco alla moglie Bianca Maria Visconti.
Proprio per desiderio della Duchessa è inviato, nel 1460, a perfezionarsi nella bottega di Rogier van der Weyden a Bruxelles, dove rimane sino al 1463; nel 1465 è impegnato, insieme a Giacomo da Lodi, nella stima degli affreschi di Giacomo Vismara e dei fratelli Zavattari nel presbiterio della chiesa di San Vincenzo in Prato. Nel 1468 compie un altro viaggio, questa volta in Francia: presso la corte di Luigi XI ritrae la giovane Bona di Savoia, futura moglie di Galeazzo Maria Sforza, figlio di Francesco e Bianca Maria.
Gli anni successivi vedono il pittore impegnato in una serie di imprese per la famiglia ducale: nel 1472 lavora con Bonifacio Bembo e Leonardo Ponzoni in Santa Maria delle Grazie presso Vigevano, mentre l'anno successivo risulta impegnato nella chiesa di San Celso e quindi dopo il 1474 ancora con il Bembo e con Vincenzo Foppa nella cappella ducale del castello di Pavia, dove i pittori attendono alla grandiosa Ancona delle Reliquie.
Le fonti quattrocentesche testimoniano inoltre l'attività di medaglista: nel 1470 e nel 1473 è ricordato come autore dei disegni dei profili del Duca Galeazzo Maria per monete e medaglie poi realizzate dall'orafo Matteo da Civate.
L'ultima impresa, incompiuta, del pittore risulta essere la pittura, ancora una volta compiuta in équipe insieme al Foppa, a Costantino da Vaprio, al Vismara e al Bembo del tramezzo affrescato con le Storie della vita di Cristo nella chiesa francescana di San Giacomo a Pavia, ritenuto da alcuni il prototipo del genere.
Alla sua morte, avvenuta probabilmente in età non avanzata, il Duca cercherà di far arrivare a Milano Antonello da Messina, allora attivo a Venezia, ma l'assassinio dello Sforza il 26 dicembre dello stesso anno farà naufragare questo progetto e Antonello tornerà in Sicilia.
Soltanto due sono le opere attribuite con una certa dose di sicurezza allo Zanetto: il San Gerolamo dell'Accademia Carrara di Bergamo (trascrizione della stessa figura dipinta forse da Hans Memling nel Trittico Sforza del Museo di Bruxelles) e la Madonna col Bambino della Fondazione Cagnola alla Gazzada, compiuta probabilmente entro il 1470.
Gli è stata intitolata una via a Milano.